# Schmidtottia parvifolia
Schmidtottia parvifolia är en måreväxtart som beskrevs av Brother Alain. Schmidtottia parvifolia ingår i släktet Schmidtottia och familjen måreväxter. Inga underarter finns listade i Catalogue of Life.